# 修道院

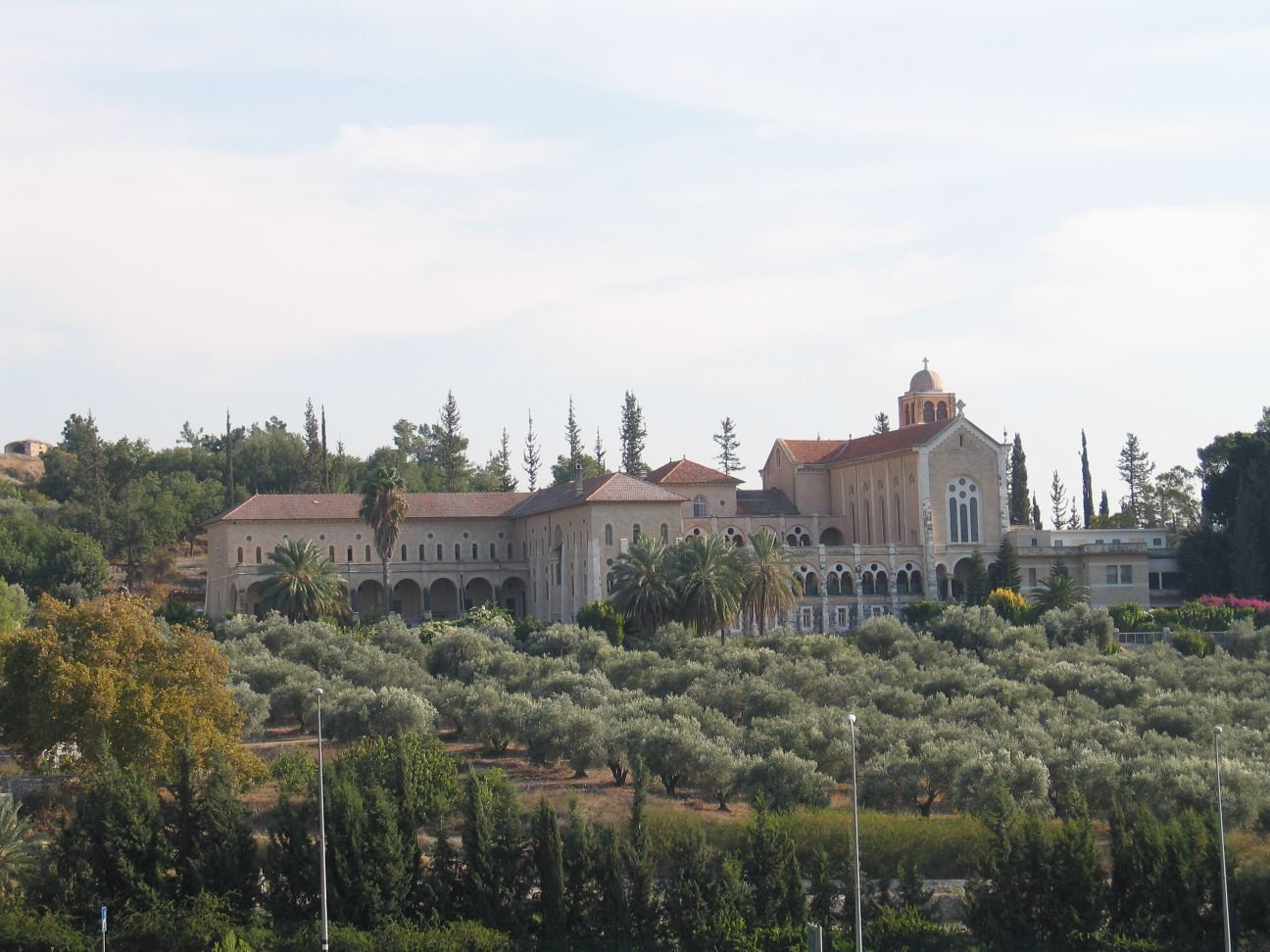
イスラエルにあるカトリック教会のトラピスト修道院

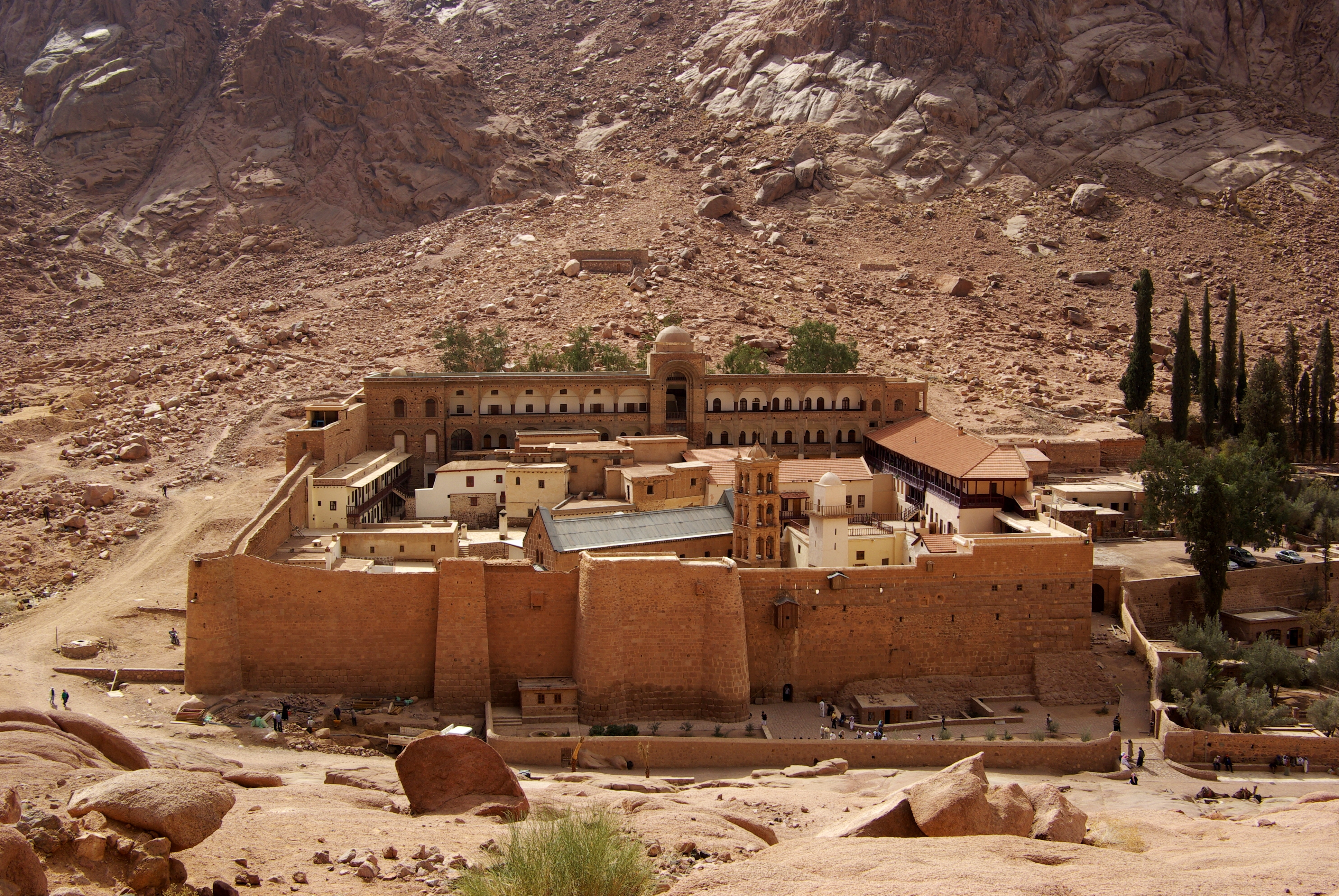
シナイ山にある正教会の聖カタリナ修道院

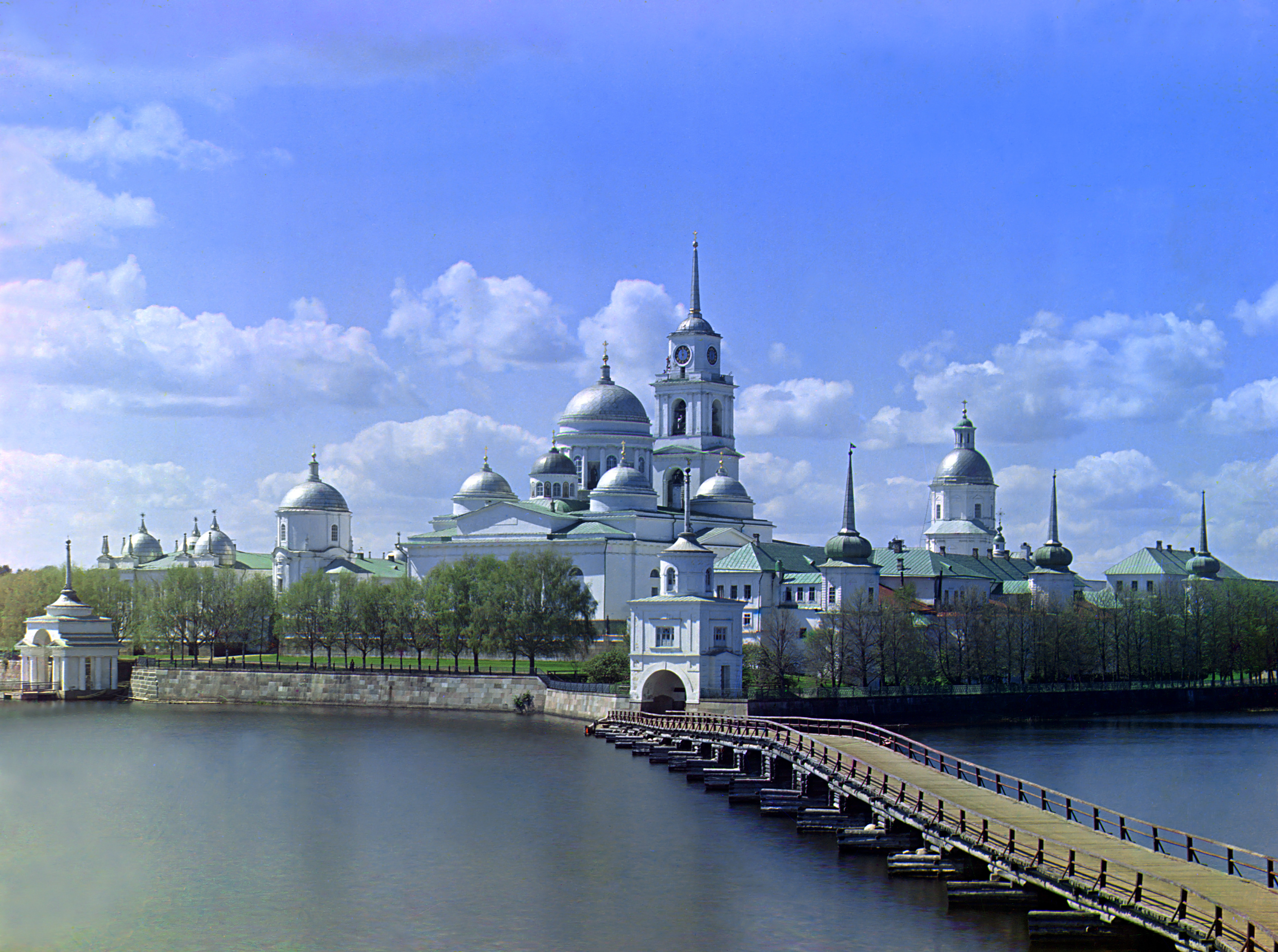
ロシア・セリゲル湖の島にある正教会の聖ニル修道院。セルゲイ・プロクジン＝ゴルスキーによって1910年に撮影されたカラー写真。

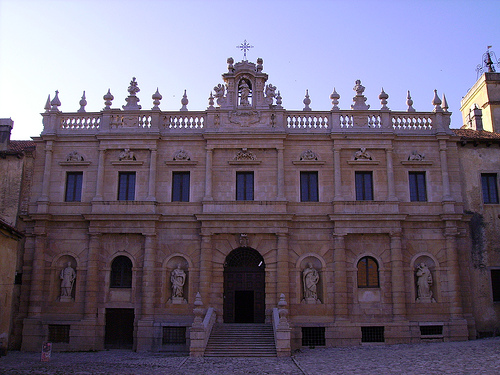
パドゥーラ修道院（イタリア、カトリック教会）

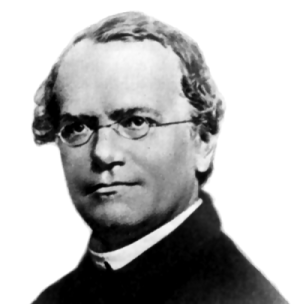
グレゴール・ヨハン・メンデル。修道士であると共に、遺伝学の研究も行った

修道院（しゅうどういん、英語: Abbey）は、キリスト教において修道士がイエス・キリストの精神に倣って祈りと労働のうちに共同生活（修道生活）をするための施設。
男子修道院と女子修道院とがあり、いずれにおいても修道士・修道女は独身を守る。いくつかの修道院の集まった修道院群のことを、大修道院と呼ぶ。
教派によって修道院の制度があるものと無いものがある。東方諸教会、正教会、カトリック教会、聖公会には修道院の制度がある。プロテスタントの大部分は修道院を持たないが、ルーテル教会や、福音派のうち奉神礼等を取り入れたエヴァンジェリカル・オーソドックス教会などは修道院を持っている。
カトリック教会には修道会の制度がある。このうち観想修道会の会員は原則的に修道院の敷地内を出ずに生活するため、修道院が修道士たちが自由に行き来することが可能な唯一の場所になる。トラピスト会のような観想修道会に所属する会員（修道士）は、基本的には自分の意思で修道院から出ることは出来ない。
帝国代表者会議主要決議の第35条は、各領主に修道院を自由に処分する権限を与えた。有力なプロイセン王国・バーデン王国・ヴュルテンベルク王国・バイエルン王国において、修道院はどんどん解体されていった。バイエルン選帝侯領の修道院は身分制議会に議席を持ち、また選帝侯領の32％を保有していた。このころの修道院は科学研究機関をかねており、解散により保有していた学術的収集品が、資産として処分されてしまった。

## 概説
修道生活は4世紀頃、ローマ帝国による迫害の終焉に伴い、より徹底したキリスト教徒の生活を求めた人々によって盛んになった。
古代教会の時代、砂漠、洞窟、断崖絶壁の頂、あるいは地面に立てた柱の頂きで1人で修行し、隠者のような生活を送るキリスト教徒が居た。塔の頂で修行する人々は正教会では登塔者（とうとうしゃ）と呼ばれるが、これらの人々の中では登塔者聖シメオン (390-459) が代表的存在である。こうした1人で修行を行う古代教会の聖者の多くが、正教会とカトリック教会の双方で聖人として記憶されている。
これらの1人として行う修行の形式と並行して、古代末期のエジプトから、砂漠において集団で求道生活を共にするという動きも始まった。
このような生活スタイルは東ローマ帝国全域に広がり、砂漠においてのみならず都市においても修道を行う者も現れてきた。それに伴い、都市にも大規模な修道院が建設されていった。コンスタンディヌーポリにおけるストゥディオス修道院は463年に建てられている。東ローマ帝国内で培われた修道生活はその後、東ヨーロッパに伝播した。
西方においても修道はアイルランドに伝わり、アイルランドの修道者たちがイギリスやヨーロッパ本土において、人里はなれた土地を開いて修道院を建て神と共にある生活を営む修道院のスタイルを広めたといわれる。
現代の修道院は全てがそうとは限らないが、伝統的な形式を持った修道院には、聖堂、修室（回廊）、図書室、厨房などがある。カトリック教会の観想修道会の修道院では、修室がある場所や部外者が入ることがゆるされない場所を「禁域」（クラウズーラ）と呼ぶことがある。
正教会をはじめとする東方教会の修道院では、信徒の日々の祈りと公祈祷に欠かせないイコンの製作という重要な役割を今日に至るまで果たしている。8世紀、東ローマ帝国皇帝が主導した聖像破壊運動に対し、抗議運動の先頭に立っていたのは東方の修道士達であった。
ヌルシアのベネディクトゥスが、「すべて労働は祈りにつながる」と言ったように中世以来の修道院では自給自足の生活を行い、農業から印刷、医療、大工仕事まですべて修道院の一員が手分けして行っていた。そこから、新しい技術や医療、薬品も生まれている。ヨーロッパに古くからある常備薬の中には、修道僧や修道女の絵柄がよくみられるのはそのためである。ヨーロッパのワイン（ミサ・聖体礼儀に欠かせない）、リキュール（薬草酒等）、ビールは今でも修道院で醸造されているものも多い。
中世の修道院は王権の保護のもとに原野や森林を切り拓いた。修道会の資産は世俗の地主と違い遺産配分などで分散されることもないため、広大な土地を治める地主となっていった。経済力のある修道会はモールドボード・プラウなど、貧しい農民には手の届かない農業革命の技術を率先して取り入れることができた。時とともに修道院は、修道士が自作するのではなく土地を貸し借地料を取る、水車や風車による製粉権で収入を得る、収奪した余剰食糧を商材に市場を運営する、蓄積した富で金融業を営むなど、清貧とは程遠いアグリビジネスへと変貌した。
イギリスではヘンリー8世とバチカンの対立をきっかけとしてイングランド国教会が立てられたため、全てのカトリック系修道院は接収されて存在しない。

## 修道院と先進技術・医療行為
修道院が先進技術の発展に貢献した例は多数ある。14世紀・15世紀において戦乱によって農業技術の革新が遅れていたロシアに西欧の輪作技術を導入したのは、ロシア正教会の荒野修道院群であったと考えられている。カトリック教会・聖アウグスチノ修道会の修道士かつ司祭であり、のちには修道院長も務めたグレゴール・ヨハン・メンデル (1822-1884) は、遺伝に関する法則（メンデルの法則）を発見した事で有名である。
また、医療、病院もそのルーツは修道院にある。旅人を宿泊させ巡礼者を歓待する修道院、巡礼教会をいうホスピス（hospice）が、余命いくばくもない人が最後の時間を心やすく過ごすための施設の意味のホスピスに転嫁したこと、歓待する（hospitality）が、病院（hospital）の語源でもある。修道院でリキュール（薬草酒として発達した面もある）が製造されているのもこうした医療行為に由来する。
中世ヨーロッパではイスラム圏からの知識導入が進み、多くの医学行為も移行、同化された。結果として、園芸/ガーデニングが薬用としても特に重要となった。例えば、ケシの茎の皮をすりつぶして蜂蜜と混ぜると、傷口の絆創膏として使用できたし、その他バラ、ユリ、セージ、ローズマリーなどの香草や植物は、頭痛や腹痛などの内的合併症に使用した。アーモンドは睡眠補助や排尿促進、月経誘発に効果があるとされていた。
実際、修道士らはこれらの薬草を自分のためだけでなく、地域社会の治癒のために使った。著書が残るルペルツベルク修道院の創設者であるベネディクト会のヒルデガルト・フォン・ビンゲンは修道院に住んでいた修道女であるが、ヒルダガルトはその幅広い執筆活動以外に、ヘンリー二世や神聖ローマ帝国皇帝、ビザンチウムの皇后など、ヨーロッパ中の人々や地域社会の人々が彼女のもとに定期的に訪れていた。以降ヒルダガルトは、治療者としての仕事と医学的著作から、「最初の女性医師」とみなされた。ビンゲンは1155年頃に著作『フィジカ』 (de:Physica) (「博物誌」)の中で記述している。野生のものを含め500以上の植物を紹介し、今日のハーブスパイラルは、パーマカルチャー・デザインの一例でもあるが、とりわけ彼女は植物学レベルで言及しているのである。

## 修道院の庭
修道院の庭（Monastic_garden）も、多くの人々によって、複数の目的のために利用されていた。園芸は各家庭の主な食料源であったが、修道院の場合も庭園はまずは修道士の生活の糧として特に重要であったし、さらに果樹園、墓地、遊園地も含まれ、また薬用や文化享受用の植物も提供された。これは多くの植物が複数の用途を持っていたことによる。例えば、桃は傷を塞ぐのに使われた。

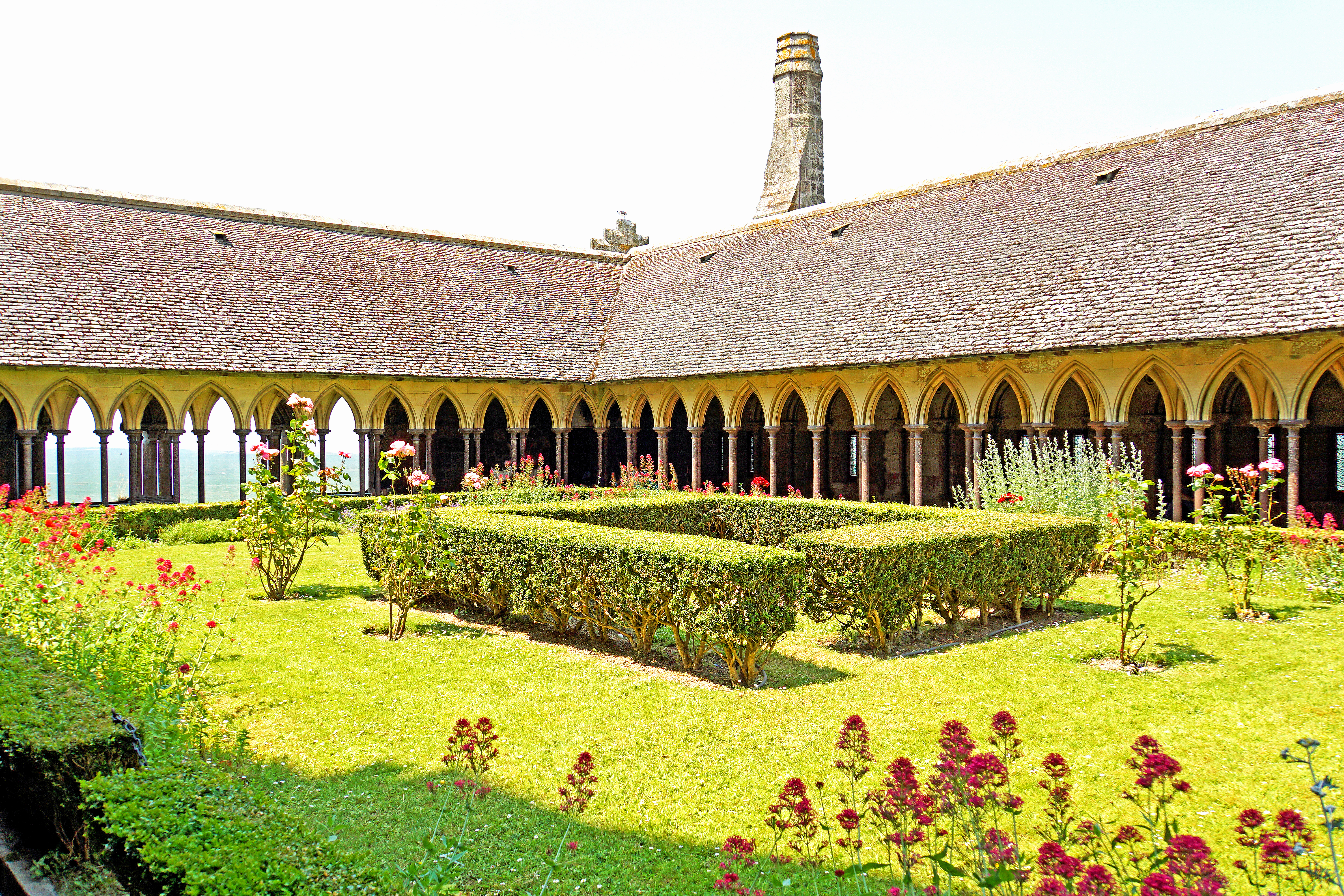
1966年に再現されたモンサンミシェル修道院の瞑想の庭、ツゲとダマスクローズが特徴

庭園の構造については、野生動物から守るために時として柵や壁、生垣で囲まれていた。裕福な修道院では石や煉瓦で壁を作ることができたが、編み枝細工フェンスとして知られるワトルが使われていた。ワトルはすべての人民階層で使われる、最も一般的な柵であったためである。そして時には食料と保護を両立する潅木もフェンスとして使用された。庭園は通常、来客を想定した配置がなされ、簡単にアクセスできるように小道が作られていた。ところが庭園が修道院の壁を越えて拡張されることは珍しいことでもなく、たびたび庭園は修道院の外に拡張され、最終的にブドウ畑まで所有するようになっていったようである 。
施設として灌漑と水源を組み込むことも、庭を維持するために重要であった。ただし灌漑はより複雑なシステムとなるが、水の流れを制御するためには運河を使用していた。そうして小さな運河網を利用するが、水も重力を利用して広く分岐できるように、庭の最も高い場所に配置する必要があった。水路は花壇を造ったらその横に通路を設けて通すことができるため、レイズドベッドスタイルの庭では特に多く使われていた。
庭造りの作業に関しては、この時代の修道士は天文学や星を利用して、庭に植える時期や収穫の最適な時期の計算に役立てていた。
当時使用されていた道具も、今日の庭師が使用するものと似ており、例えば、鋏、熊手、鍬、鋤、籠、手押し車などが修道士によって使用され、今日でもガーデニング作業の要となっている。
中世の修道院の庭（monastery gardens）、特にベネディクト会の庭園は、野菜や薬草、果物や花を修道院の住人に供給するだけではなく、園芸植物の栽培や手入れに関する知識を与える役割を果たした。アンセギスはシャルルマーニュ (Charlemagne) に代わって、812年に『de:Captulare de villis vel curtis imperii』を著しているが、73種類の有用植物、16種類の果樹、そしてとりわけ大麻の名前が挙げられている。9世紀初頭の建設理想プランと思われるサン・ガール修道院プラン (de:St. Galler Klosterplan) では、ハーブ、野菜、果物の庭が用意されている。ライヒェナウ島にあるライヒェナウ修道院の修道院長、ワラーフリード・ストラボ (de:Walahfrid Strabo) が840年頃に記述したとされる『de:Liber de cultura hortorum』でも444ラテンのヘクサメトロスで庭園の世話、とりわけ24の薬用植物について言及している。中世ヨーロッパの医学/修道院医学のための薬草や中世料理のためのキッチンハーブのベッドに加え、人々は染料植物、化粧品のための植物、観賞用植物があり、魔法の植物 (ラブハーブ、幻覚作用を持つ植物、毒草）も知っていた。

## 著名な修道院
世界的に有名な修道院としては、カトリック教会のモンテ・カッシーノ(ベネディクト会)、正教会のアトス山、メテオラなどがあり、日本ではカトリック教会のトラピスト修道院が大分や北海道函館市や北海道北斗市三ツ石（渡島当別）にある。